# Шестопалова Юлія Анатоліївна
Юлія Анатоліївна Шестопалова (5 травня 1973, Миколаїв) — українська модель, володарка титулів «Міс Миколаїв» та «Міс Україна 1990».

## Життєпис
Навчалася в Національному університеті кораблебудування імені адмірала Макарова. Викладає в Київському національному університеті культури і мистецтв. 
Є володаркою титулів «Міс Миколаїв» та «Міс Україна». У 1990 році виграла конкурс Міс Україна, у 1991 отримала титул віце Міс Україна та представляла Україну на Міс Університет — Світ у 1991 році в Сеулі, Корея.
Після конкурсів краси у 1999 році одружилася. Розмовляє українською, російською та англійською.